# Parkerfield (Kansas)
Parkerfield es una ciudad ubicada en el condado de Cowley en el estado estadounidense de Kansas. En el año 2010 tenía una población de 426 habitantes y una densidad poblacional de 202,86 personas por km².

## Geografía
Parkerfield se encuentra ubicada en las coordenadas 37°5′6.13″N 96°59′56.32″O / 37.0850361, -96.9989778 (37.085036,-96.998978).

## Demografía
Como la ciudad fue incorporada en marzo de 2004, no se tienen datos del censo realizado en el año 2000.